# 常卫魏
常卫魏（1977年8月26日—），是一名已退役中国足球运动员，司职中场，现任武汉·中国车谷江大女足主教练。

## 球员生涯
常卫魏1995年进入健力宝青年队，1998年健力宝回国解散后回到之前所属的成都五牛。2002年转会至重庆力帆。2003年回到家乡加盟武汉黄鹤楼。2005年因为伤病原因退役。

## 教练生涯
2006年常卫魏开始进入武汉队教练组，先后担任助理教练和预备队主教练的职务。2009年，常卫魏离开职业俱乐部，转而从事青少年足球训练，担任武汉市U12梯队主教练，这支队的远景目标是第八届城运会和第十三届全运会。2011年底中国足协派常卫魏作为中方教练组成员，带领中国年轻球员赴葡萄牙进行为期两年的训练。2013年初，常卫魏进入中国女足教练组，任助理教练。他后来辅佐主教练郝伟出征加拿大女足世界杯进入前八名。2015年8月11日，加盟广州恒大担任预备队助理教练、主教练。 2021年4月15日，武汉车谷江大女足俱乐部召开新闻发布会，官宣刘麟不再担任球队主帅，常卫魏走马上任。常卫魏在发布会上表示：“中国女足具有艰苦战斗的传统，江大女足也是卫冕冠军，我们要为武汉这座英雄的城市赢得更多冠军，以后如果有机会参加女足亚冠，更要争取夺得亚洲冠军。与此同时，我们也要为这座英雄城市努力培养更多王霜这样的英雄。”